# Frederik Christian Good
Frederik Christian Good (10. maj 1827 i København – 28. april 1880 sammesteds) var en dansk officer.
Good var søn af købmand Daniel Good (1789-1837), hvis fader var englænderen John Good, der nedsatte sig her i landet, og Mary-Ann f. Duntzfelt (1796-1867), datter af Christian Vilhelm Duntzfelt. Han blev født i København 10. maj 1827 og indtrådte i 1844 som elev på Den kgl. militære Højskole, idet han samtidig udnævntes til sekondløjtnant à la suite i artilleriet. Ved sin afgang fra skolen i 1848, hvis ældste klasses ingeniørafdeling han havde gennemgået, blev han premierløjtnant i Ingeniørkorpset og afgik i juni måned til Feltingeniørdetachementet, ved hvilket han med en kort afbrydelse i slutningen af 1849, hvorunder han gjorde tjeneste i København, var ansat indtil marts 1851. I Treårskrigen deltog han i fægtningerne ved Kolding 23. april og Gudsø 7. maj samt i udfaldet fra Fredericia 6. juli 1849 og i slaget ved Isted 25. juli 1850. Efter krigen forblev han ved Ingeniørdetachementet i Slesvig, var attacheret Grænsereguleringskommissionen i 1851 og ansattes, efter i slutningen af samme år at have fået kaptajns karakter, ved det holstenske Forbundskontingents Ingeniørafdeling. 1852 forsattes han til København, hvor Ingeniørtropperne da var blevet samlede, og i 1853 blev han kaptajn af 2. klasse; han fritoges samme år for al tjeneste for at kunne foretage en rejse på 1 år i udlandet med det formål at uddanne sig til lærerposten i land-, vand- og vejbygningsfagene ved Den kgl. militære Højskole. Denne post overtog han i 1855 og stilledes samtidig à la suite i Ingeniørkorpset. Mens han var lærer, blev han i 1861 bestyrende officer ved befæstningsanlæggene i Dybbølstillingen og ledsagede i 1863 korpschefen, generalløjtnant Carl Otto Emil Schlegel, på dennes sendelse til Paris i anledning af Frederik VII's død. 1860 var han blevet Ridder af Dannebrog.
I krigen 1864 gjorde han tjeneste ved den aktive hær, til dels som stabschef ved Ingeniørkommandoen, og deltog i Dybbølstillingens forsvar indtil dens fald 18. april. Efter krigen blev han Dannebrogsmand og vendte tilbage til højskolen som lærer, fra hvilket embede han afskedigedes i foråret 1866, hvorhos han indtrådte i nummer ved Ingeniørkorpset som kaptajn af 1. klasse. Samme år blev han stabschef ved korpset, og han fungerede, indtil han i 1868 på ny trådte uden for nummer for at overtage pladsen som chef for Krigsministeriets 2. departement, hvilken plads han beklædte til sin død. Som departementschef ledede han de betydningsfulde
udstykninger og bortsalg af fæstningsterrænet ved København. Han udnævntes til oberst uden for nummer i Ingeniørkorpset i 1873, til Kommandør af Dannebrogsordenens 2. grad i 1876 og døde uventet efter kun få dages sygdom 28. april 1880.
Good ægtede 11. oktober 1854 Louise Cathinka Beeken (f. i Rendsborg 23. marts 1834), datter af justitsråd, dr.med. Johan Christian Beeken (1783-1855), broder til Jens Lorentz Beeken, og hans 3. hustru, Louise Augusta f. Hudemann (1803-1836).
Han er begravet på Garnisons Kirkegård. Tegning af Edvard Lehmann i Garnisonsbiblioteket. Træsnit af H.P. Hansen 1880.